# Sant'Andrea (Colle di Val d'Elsa)
Sant’Andrea is een plaats (frazione) in de Italiaanse gemeente Colle di Val d'Elsa.